# Fuerza Voluntaria del Úlster
La Fuerza Voluntaria del Úlster  (en inglés: Ulster Volunteer Force - UVF) es un grupo paramilitar leal a la Corona británica en Irlanda del Norte. Esta formación nace en el año 1966 y toma el nombre de la UVF formada por el año 1912.
En 2007 el UVF se comprometió a convertirse en una organización civil abandonando las armas.

## Antecedentes: la primera UVF
La primera UVF fue formada en el año 1912 por Edward Carson y James Craig, ambos militantes unionistas para las elecciones a la Cámara de los Comunes. Sus militantes eran aproximadamente 100 000, y recibían apoyo por parte del Partido Conservador del Reino Unido. Los miembros del UVF se alistaron en un número considerable como voluntarios en las tropas británicas durante la Primera Guerra Mundial, sobre todo en la 36.ª División Británica del Úlster. Esta división sufrió enormes pérdidas en julio de 1916 durante la Batalla del Somme. Irlanda del Norte fue establecida por el Gobierno británico en el año 1920, en lo que fue interpretado como una recompensa por el servicio leal de los voluntarios norirlandeses durante la guerra.

## Formación e historia
El actual UVF se formó para luchar contra el IRA en el año 1960, pero la mayoría de los asesinados por el UVF eran civiles; sus miembros se concentraban mayoritariamente al este del condado de Antrim, en el condado de Armagh y en el distrito de Shankill, en Belfast. 
En junio de 1966 el asesinato en Belfast de un camarero por causas religiosas condujo al primer líder del grupo, Augustus Spence, a ser arrestado y condenado a veinte años de cárcel. El UVF llevó a cabo también una serie de ataques de bandera falsa contra instalaciones de servicios básicos en 1969, con la expectativa de que el IRA fuese culpado y los unionistas se opusiesen así a las reformas que estaba intentando realizar el gobierno de Terence O'Neill. Estos ataques habrían sido realizados conjuntamente con los Voluntarios Protestantes del Úlster, otra organización paramilitar establecida por el Reverendo Ian Paisley (de hecho, muchos integrantes eran miembros de ambos grupos). Una bomba en un bar de Belfast que mató a quince personas en diciembre de 1971 fue atribuida al UVF. 
El grupo fue proscrito en julio de 1966, pero su ilegalización se levantó en abril de 1974 en un esfuerzo de atraerlo al proceso democrático, esfuerzo que fue despreciado por la organización, siendo de nuevo prohibida el 13 de octubre. Dos días más tarde varios miembros de la UVF fueron arrestados, y condenados a un promedio de 25 años de cárcel cada uno.  En 1993 se supo que la UVF había estado tras los atentados de Dublín y Monaghan de mayo de 1974, en los que murieron 33 personas.
En los años 1980 el UVF se vio acorralado por las fuerzas de seguridad, ayudadas por una serie de informadores: en 1983 la información de Joseph Bennett condujo a la detención de catorce figuras prominentes del grupo. En 1984, el UVF intentó matar al redactor del diario Sunday World, Jim Campbell. 
Los años noventa se caracterizaron por el inicio de la guerra del UVF contra otro grupo paramilitar lealista, el LVF (Fuerza Lealista del Úlster). La ruptura se inició con la aceptación en octubre de 1994 de un alto el fuego por parte del UVF. Numerosos militantes del grupo se enrolaron entonces en el LVF, iniciándose una lucha que se ha desarrollado hasta la actualidad. A ella se unió el enfrentamiento desde mediados del año 2000 con la otra gran fuerza lealista del Úlster, la UDA (Asociación en Defensa del Úlster), que en diciembre del mismo año ya había producido siete muertos. 
El militante protestante anti-UVF, Raymond McCord (a cuyo hijo asesinaron miembros de la organización en 1997) estima que el UVF ha matado a más de treinta personas desde el alto el fuego de 1994, la mayoría de ellas protestantes. La lucha entre el UVF y el LVF volvió a recrudecerse en el verano de 2005. Aunque en 2007 el UVF anunció su intención de dejar las armas, ha seguido atentando hasta la actualidad.

## Organización actual
La fuerza numérica del UVF es incierta. En los años 1970 es posible que tuviera aproximadamente mil miembros, pero su fuerza actual se acercaría a los ciento cincuenta activistas. Su armamento se limitaría a armas cortas. Los Defensores de la Mano Roja simpatizan con la UVF; en ocasiones se ha señalado que las dos organizaciones pudieran ser la misma. 
Al UVF se le han atribuido más matanzas que a cualquier otra organización paramilitar lealista. Según la Universidad de Sutton, el UVF es responsable de 426 asesinatos durante su historia. De ellos, 358 de sus víctimas eran civiles, 41 eran paramilitares lealistas (29 de ellos, miembros del propio UVF), seis eran miembros del Ejército Británico o de la Real Policía del Úlster y apenas veintiuna eran paramilitares republicanos. El Partido Progresista y Unionista es el grupo político más cercano a las posiciones del UVF; tienen un miembro en la asamblea de Irlanda del Norte. Los Jóvenes Voluntarios y Ciudadanos (YCV) son la sección juvenil del UVF; se trataba inicialmente un grupo juvenil de exploradores, pero se convirtió en el ala juvenil del UVF durante la crisis de 1914.